# Ліхтенберг (Баварія)
Ліхтенберг (нім. Lichtenberg) — місто в Німеччині, розташоване в землі Баварія. Підпорядковується адміністративному округу Верхня Франконія. Входить до складу району Гоф. Центр об'єднання громад Ліхтенберг.
Площа — 9,47 км2. Населення становить 1029 ос. (станом на 31 грудня 2020).

## Галерея

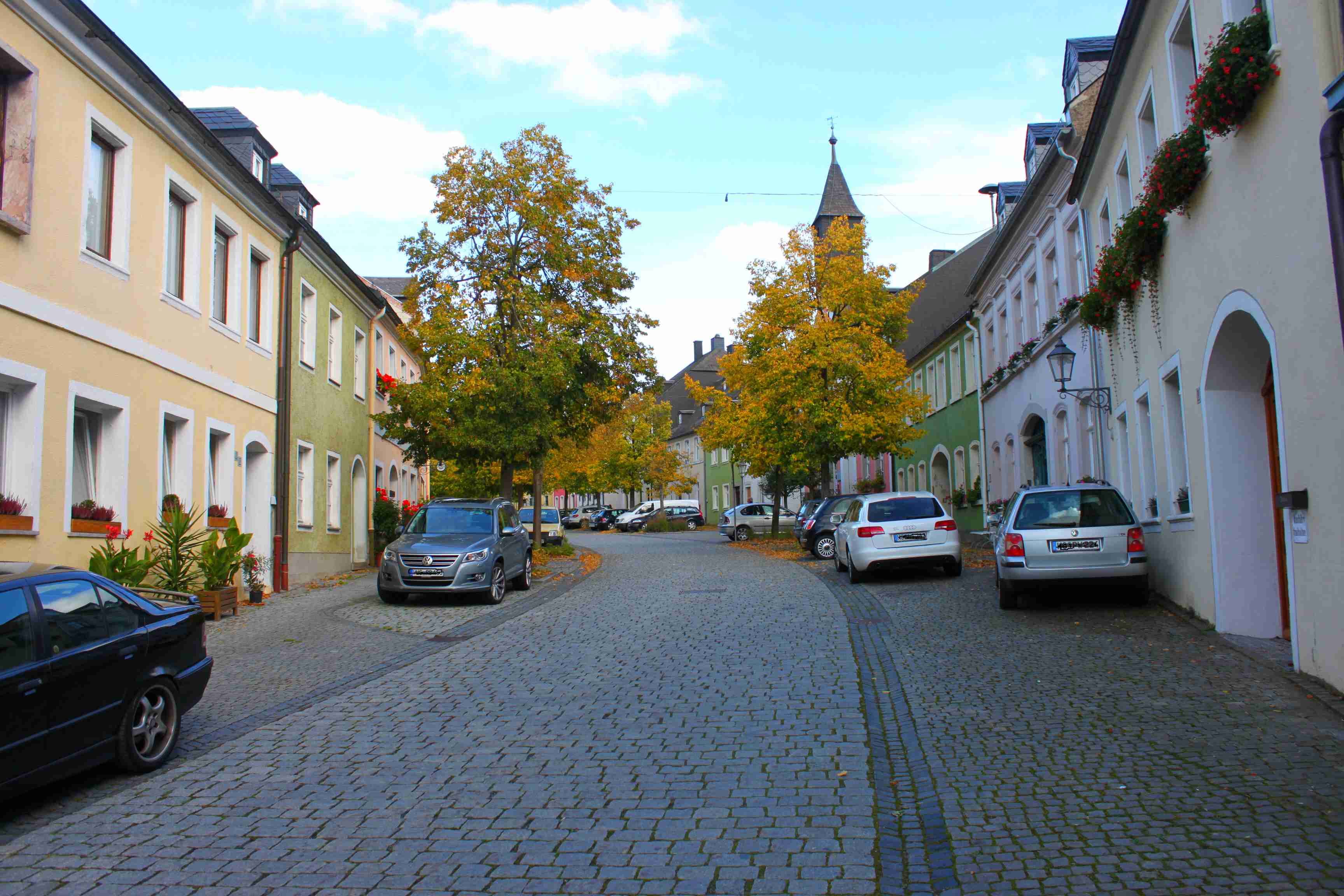
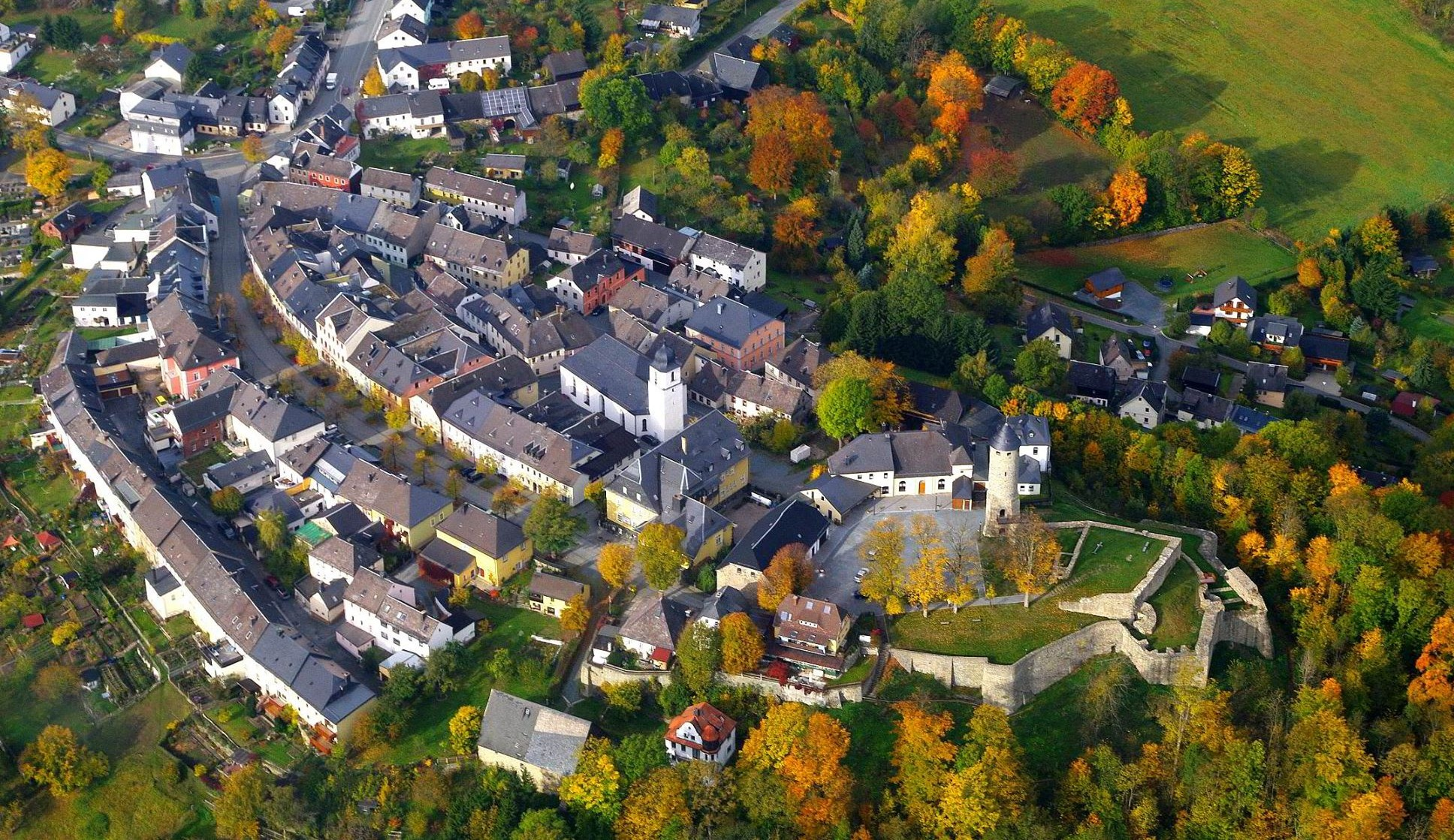
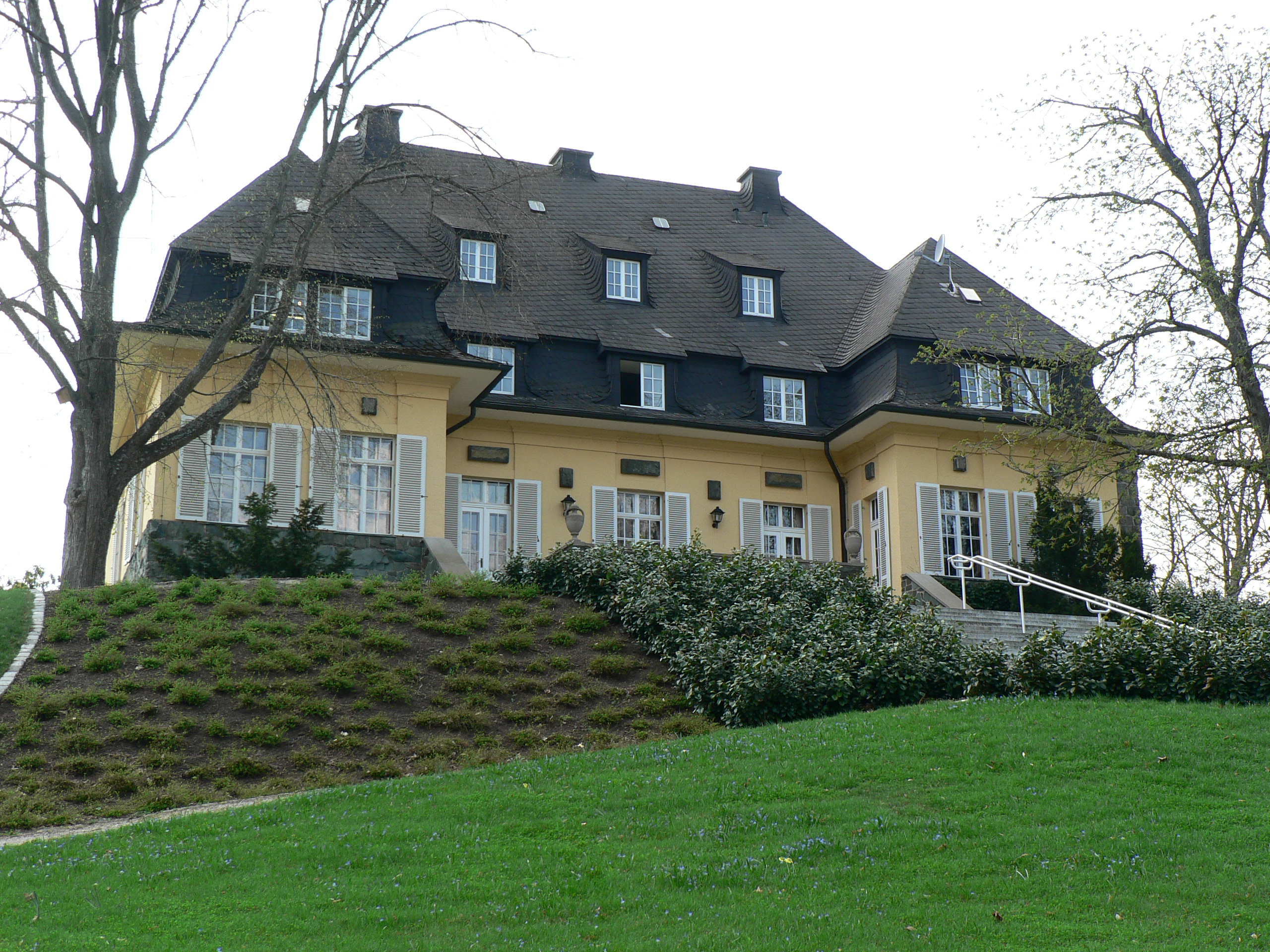
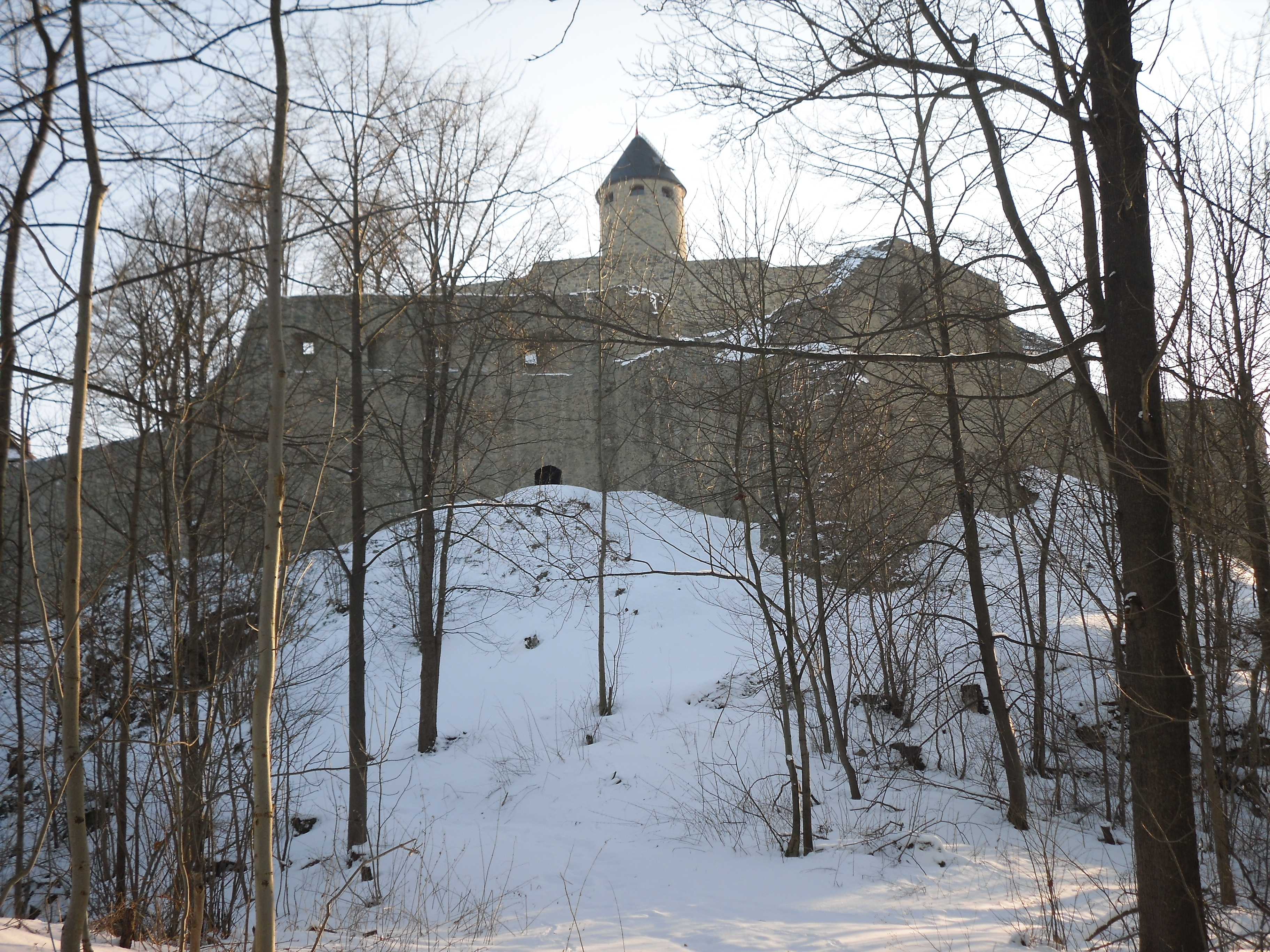
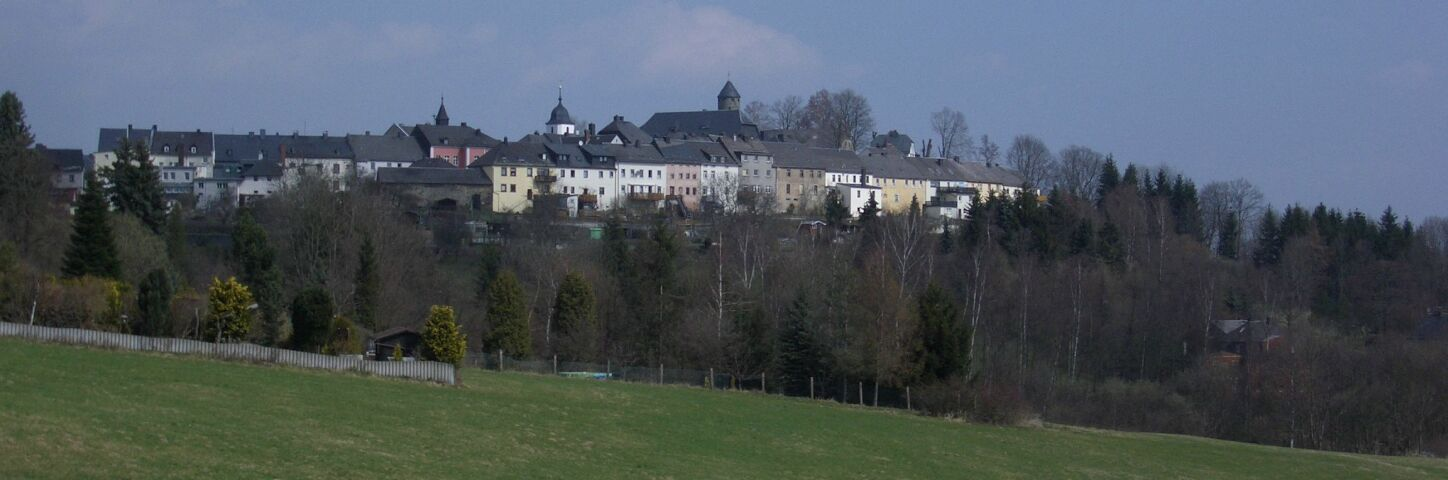